# Otto Heinrich Fugger

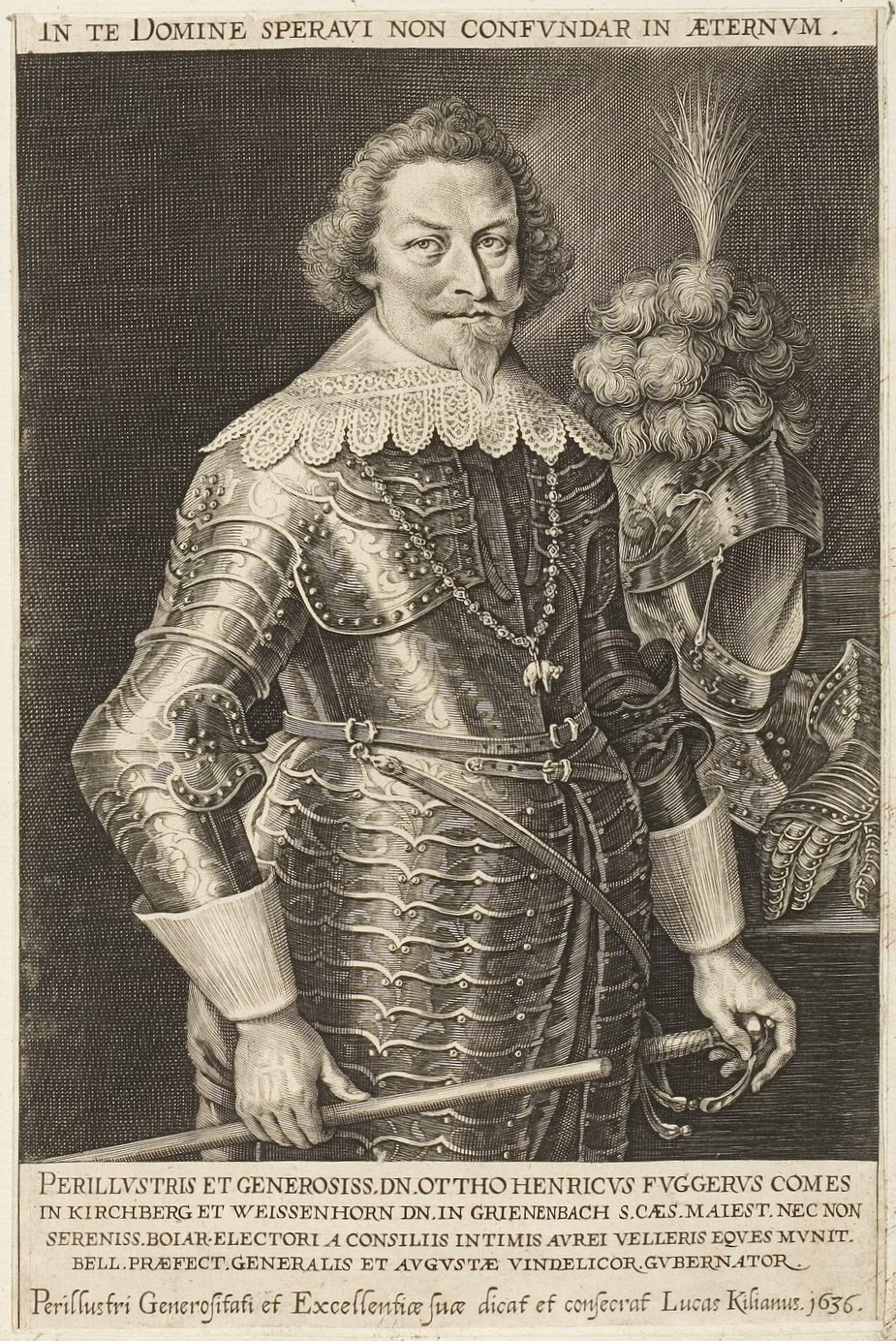
Otto Heinrich Fugger, Stich von Lucas Kilian (1636)

Otto Heinrich Fugger (auch Ott Heinrich oder Ottheinrich; * 12. Januar 1592 in Augsburg; † 12. Oktober 1644 ebenda), Graf zu Kirchberg und Weißenhorn, war ein kurbayerischer Heerführer im Dreißigjährigen Krieg. Er war der Sohn von Christoph Fugger von Glött (1566–1615) und seiner Frau Gräfin Maria zu Schwarzenberg (1572–1622) und damit ein Urenkel von Anton Fugger. Von den vielen Mitgliedern der Familie Fugger, welche im Dreißigjährigen Krieg ihr Schwert und teilweise ihr Vermögen der katholischen Sache zur Verfügung stellten, ist Otto Heinrich der bedeutendste.

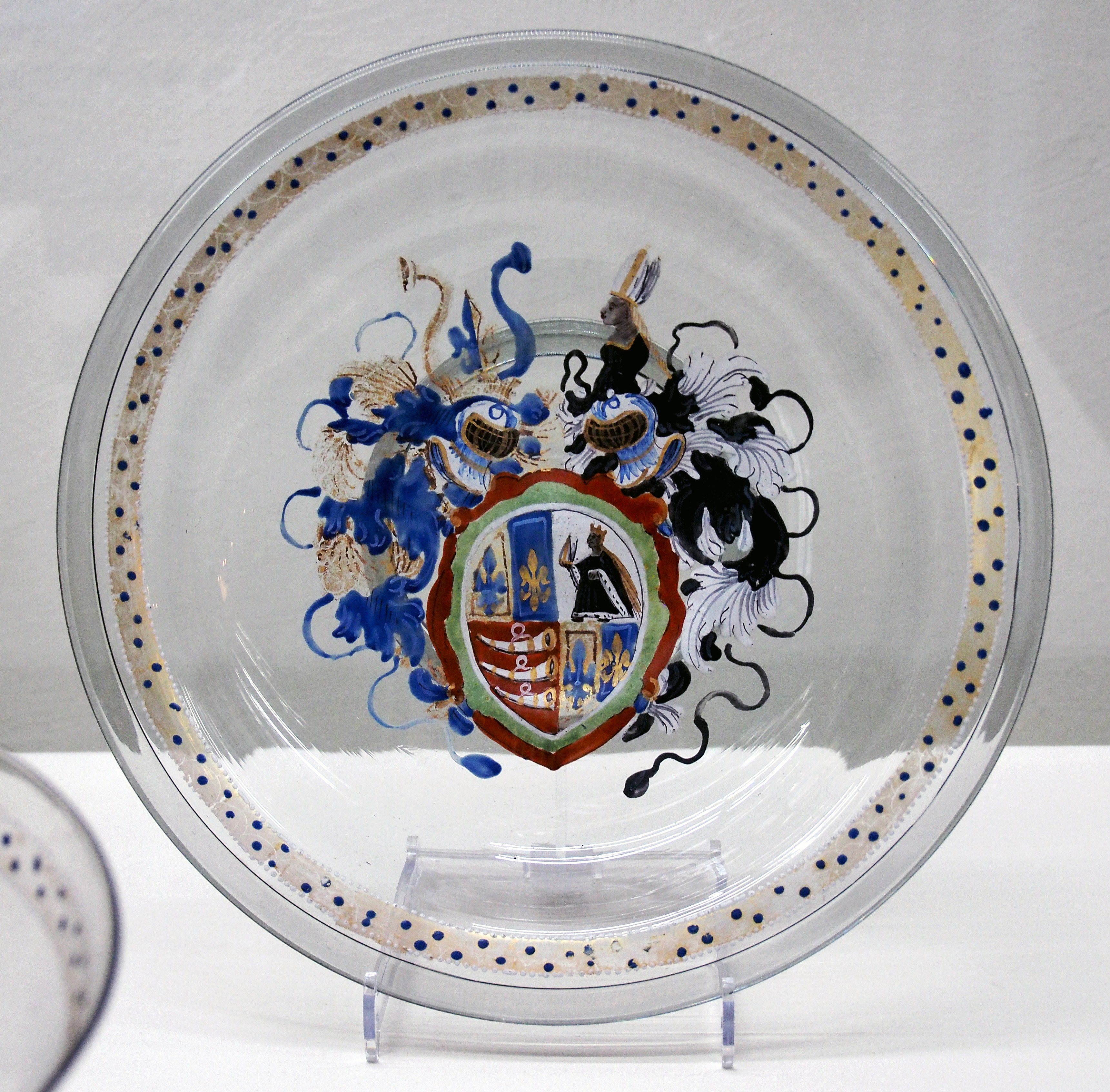
Teller mit Wappen der Fugger-Kirchberg-Weissenhorn, vermutlich 1573 von Philipp Eduard Fugger zur Hochzeitsfeier bestellt

## Leben
Fugger begann seine Laufbahn in spanischen Kriegsdiensten vermutlich im Jahr 1617, als er am Feldzug des spanischen Statthalters von Mailand Pedro de Toledo Osorio teilnahm und bei der Belagerung von Vercelli zum Obersten ernannt wurde. Als der Krieg in Böhmen losbrach, warb er in seiner Heimat Schwaben Truppen für den Kaiser, focht unter Boucquoi in der Schlacht am Weißen Berg bei Prag und folgte ihm nach Mähren und Ungarn. Nachdem Fugger nach Boucquois Tod unter Caraffas Kommando stand, befehligte er 1623 unter Collalto eine Truppe gegen die Ungarn. Im folgenden Jahr wurde er mit den Hilfstruppen in die Niederlande geschickt, um Marchese Spinola bei der Belagerung von Breda 1624/25 zu unterstützen. Nach dem Fall dieser Festung wurden Collaltos Truppen zu Wallenstein abberufen. Fugger kämpfte anschließend für ihn in Niedersachsen.
In den Jahren 1629 bis 1631 kämpfte er bei den kaiserlichen Truppen in Oberitalien, die im Mantuanischen Erbfolgekrieg die Spanier und den Prätendenten Ferrante II. Gonzaga unterstützten; nach dem Friedensschluss trat er aus kaiserlichen in bayerische Dienste über. Er errichtete für die Liga neue Regimenter, an deren Spitze er als bayerischer Generalwachtmeister nach Hessen zog, um den Landgrafen Wilhelm von Hessen-Kassel zu bekämpfen. Dabei gelang es ihm, den Hessen das Stift Fulda abzunehmen. Als er im Begriff war, auch das Stift Hersfeld zu besetzen, wurde er zu Tilly abkommandiert, um ihn nach dessen verlorener Schlacht bei Breitenfeld (1631) zu verstärken. Er traf den Feldherren bei Fritzlar. Noch im Jahr 1632 rückte er unter Tilly nach Franken ab und nahm die Städte Windsheim und Rothenburg ob der Tauber ein, worauf er nach Schwaben zurückkehrte.
Als nach Tillys Tod Aldringen den Oberbefehl erhielt, trat auch Fugger unter dessen Kommando, wurde jedoch bald darauf zum Generalkommandanten von Bayern und zum selbständigen Befehlshaber der Heerabteilung ernannt, welche die bayerische Westgrenze decken sollte. Er hatte bereits Landsberg den Schweden wieder abgenommen, als er mit 6000 Mann Hilfstruppen zum kaiserlich-bayerischen Hauptheer abberufen wurde. Noch rechtzeitig traf er Wallenstein vor Nürnberg an, um in der Schlacht gegen die Schweden mitwirken zu können. Während Wallenstein danach nach Thüringen vorrückte, kehrte Fugger unter Aldringen wieder nach Schwaben zurück. Auch 1633 verblieb er unter dessen Oberbefehl und nahm am Feldzug in das Elsass gegen Bernhard von Weimar teil. Aldringen wurde genötigt, sich ins Innere Bayerns zurückzuziehen und als er im Juli 1634 bei der Belagerung von Landshut gefallen war, trat Fugger an seine Stelle als Führer der Heeresabteilung und der Katholischen Liga.
Er beteiligte sich beim Kampf um Regensburg an der Belagerung der von den Schweden besetzten Stadt Regensburg und an den Akkordverhandlungen zur Übergabe der Stadt. Nach der Übergabe der Stadt und dem Rückzug des zu spät eingetroffenen schwedischen Entsatzheeres unter Gustaf Horn und Bernhard von Sachsen-Weimar, folgte er den Schweden nach Nördlingen. Noch während der Belagerung von Nördlingen durch bayerisch-kaiserliche Truppen musste er den Oberbefehl an Karl von Lothringen übergeben. Trotzdem hatte er Gelegenheit, sich in der darauf folgenden Schlacht bei Nördlingen auszuzeichnen.
Nach der totalen Niederlage der Schweden wurde Fugger 1635 zum kaiserlichen Gouverneur in Augsburg ernannt. Wegen seiner Unduldsamkeit konnte er sich in dieser Stellung jedoch nicht beliebt machen. Die Absetzung des protestantischen und die Wiedereinsetzung des katholischen Rates, die Auflage bedeutender Kontributionen und andere Maßnahmen, namentlich gegen den protestantischen Teil der Bürgerschaft, veranlassten diesen zu einer Klage beim Kaiser. Als Folge wurde Fugger seines Postens enthoben, blieb aber Befehlshaber der Besatzungstruppen. Kaiser Ferdinand III. erhob ihn aufgrund seiner Verdienste in den Grafenstand, der König von Spanien verlieh ihm den Orden des goldenen Vlieses.

## Familie
Fugger war in erster Ehe seit 1612 mit Anna Marschall von Pappenheim (1584–1616) verheiratet. Sie war bereits Witwe, ihr Mann war Heinrich Philipp von Rechberg, aber als Tochter von Alexander II. von Pappenheim († 1612) brachte sie die Marktgemeinde Grönenbach mit in die Ehe. Die Ehe blieb kinderlos. 
In zweiter Ehe heiratete er 1618 Freiin Maria Elisabeth von Waldburg zu Zeil (1600–1660). Sie war die Tochter von Froben von Waldburg-Zeil (1569–1614) (Reichserbtruchseß) und Anna Maria von Toerring-Jettenbach (1576–1636). Das Paar hatte folgende Kinder:
- Bonaventura, Herr zu Kirchheim und Schmiechen (* 30. Juni 1619; † 13. Dezember 1693); ⚭ 1649 Freiin Claudia von Mercy (1631–1708), Tochter von Franz von Mercy
- Sebastian, Herr zu Nordendorf, Wörth, Mattsies und Duttenstein (* 7. Dezember 1620; † 20. Juli 1677); ⚭ 1656 Maria Claudia Hundbiss von Waltrams († 1702)
- Maria Anna (* 1622)
- Maria Johanna (* 9. Juni 1623; † 4. Februar 1691)
- Maria Elisabeth (* 27. September 1624; † 1626)
- Maximilian († 1626)
- Christian Froben (* 10. August 1627; † 21. Januar 167?); ⚭ 1660 Contesse Anna Elizabeta Pallavicini († 1683)
- Maria Magdalena (* 19. Juli 1628; † ?); ⚭ 1651 Graf Joseph von Tauffkirchen-Guttenburg († 1697)
- Maria Franziska (* 12. August 1629; † 12. Juli 1673); ⚭ 1650 Graf Albrecht Fugger zu Kirchberg und Weissenhorn (* 17. November 1624; † 10. November 1692)
- Maria Renata (* 31. Juli 1630 in München; † 23. September 1669); ⚭ 1659 Franz Ignaz von und zu Schwendi (* 24. November 1628; † 17. Mai 1686)
- Johann Otto, Graf von Kirchberg und Weissenhorn (* 15. August 1631; † 26. Juli 1687); ⚭ 1667 Freiin Klara Dorothea von Welsperg und Primör (1647–1711)
- Heinrich (* 1632)
- Franz Ignaz (1633–1635)
- Otto Heinrich († 1635)
- Ferdinand (* 24. Juni 1636)
- Paul, Herr zu Mickhausen und Duttenstein (* 13. Oktober 1637; † 27. April 1701); ⚭ 1) 1666 Freiin Maria Claudia Hausmann von Namedy († 12. August 1684); ⚭ 2) 1685 Marie Anne Catherine de Saint-Germain (1651–1729)
- Theresa († 1639)
- Maria Anna (* 14. Oktober 1640)

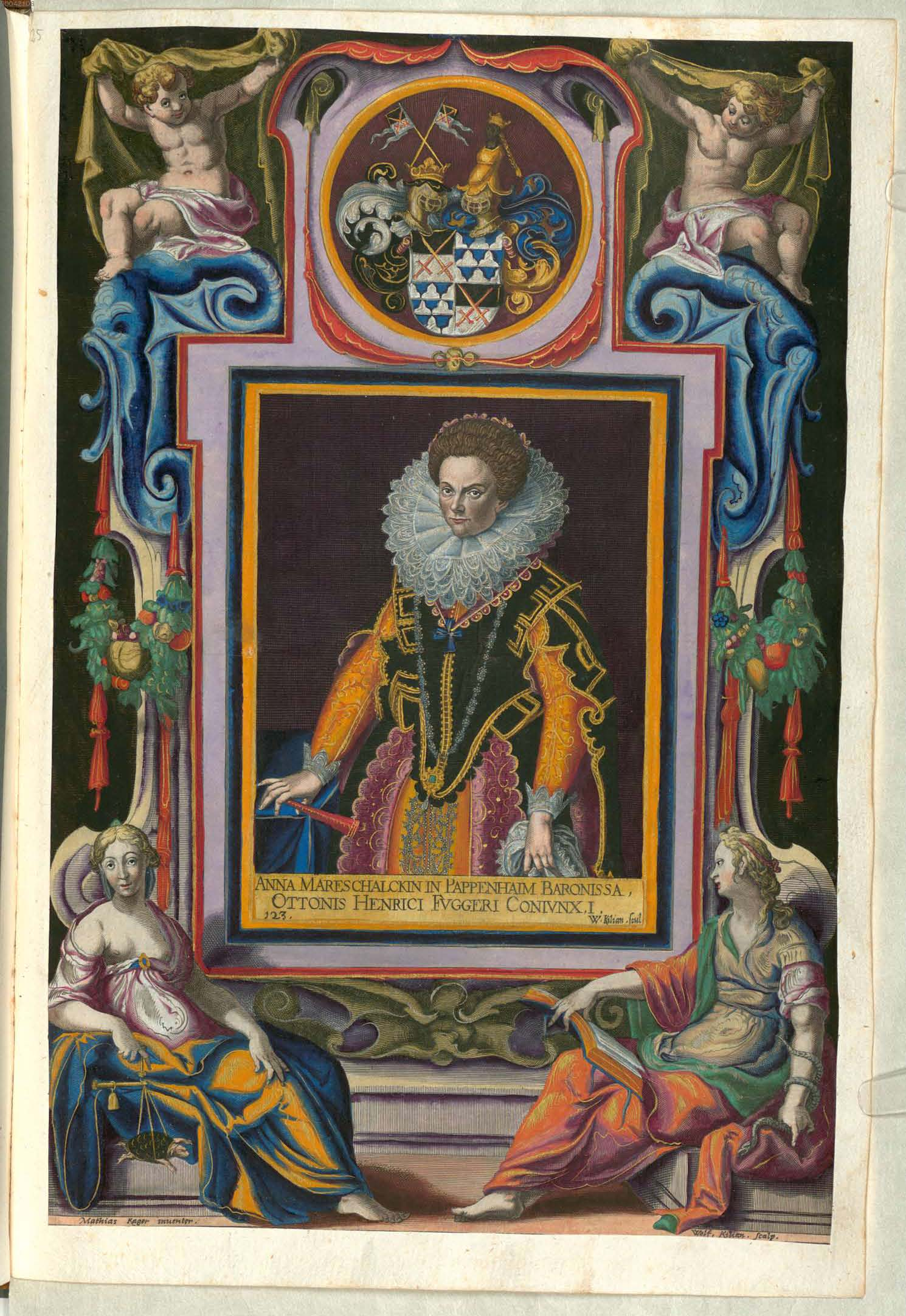
Anna Marschallin von Pappenheim
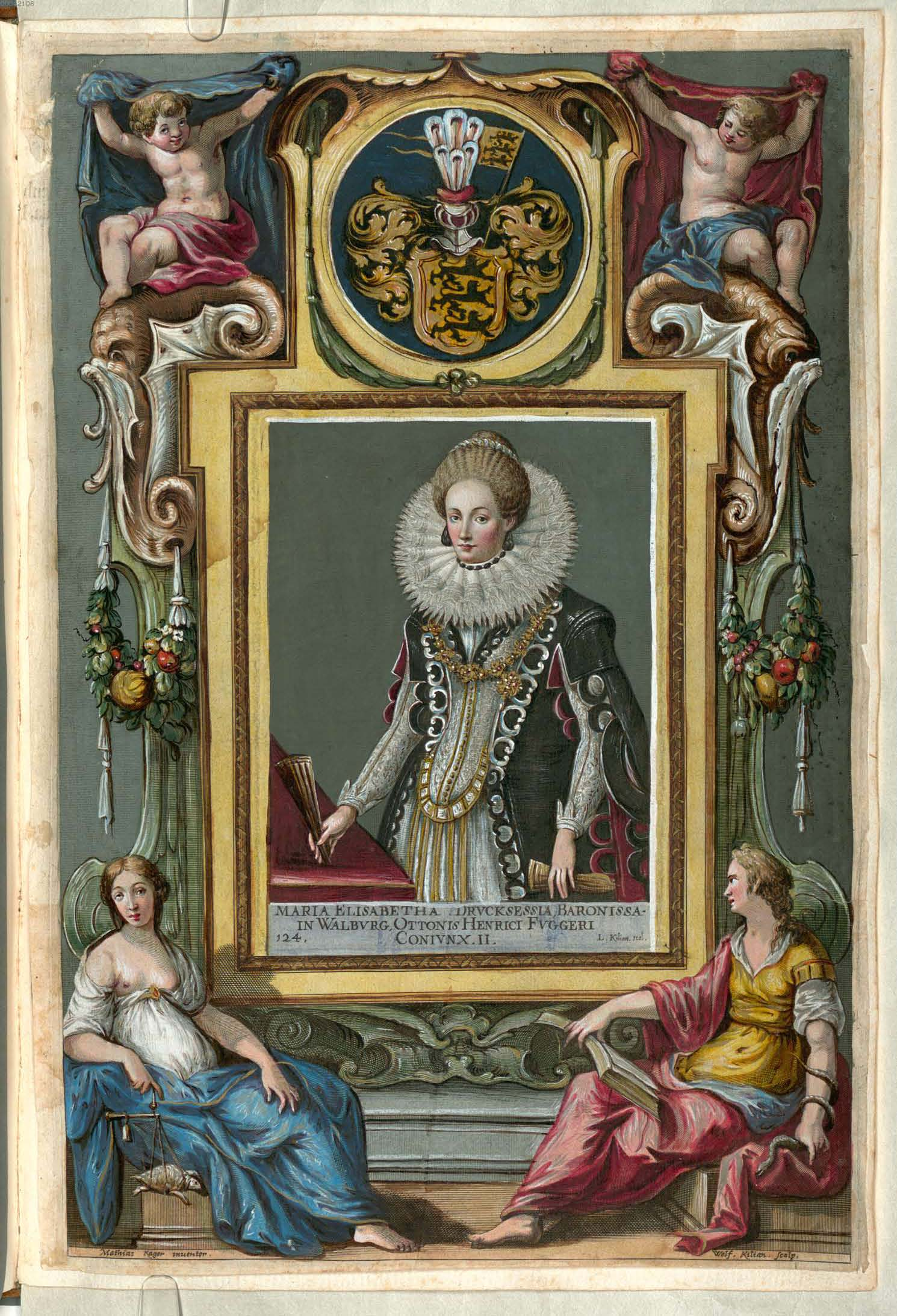
Maria Elisabeth von Waldburg